# Ozola extersaria
Ozola extersaria är en fjärilsart som beskrevs av Walker 1861. Ozola extersaria ingår i släktet Ozola och familjen mätare. Inga underarter finns listade i Catalogue of Life.